# Chailloué
Chailloué é uma comuna francesa na região administrativa da Normandia, no departamento Orne. Estende-se por uma área de 11,47 km². Em 2010 a comuna tinha 911 habitantes (densidade: 79,4 hab./km²).
Em 1 de janeiro de 2016, incorporou as antigas comunas de Marmouillé e Neuville-près-Sées.